# عبدالله الهذلول
عبدالله فرج الهذلول (عربی: عبدالله فرج الهذلول؛ زادهٔ ۲۰ اکتبر ۱۹۶۴) یا عبدالله فرج مسعود بازیکن فوتبال اهل عربستان سعودی بود.
از باشگاه‌هایی که در آن بازی کرده‌است می‌توان به باشگاه فوتبال الهلال اشاره کرد.
وی همچنین در تیم ملی فوتبال عربستان سعودی بازی کرده‌است.